# Roger Kolo
Pour les articles homonymes, voir Kolo.
Dans le nom malgache Kolo Roger, le nom de famille précède le prénom, mais cet article utilise l’ordre habituel en français Roger Kolo, où le prénom précède le nom.
Roger Kolo, né le 3 septembre 1943 à Belo-sur-Tsiribihina, est un médecin et homme d'État malgache, Premier ministre entre 2014 et 2015.

## Biographie

### Carrière médicale
Le grand Roger Kolo suit des études de médecine à l'université d'Antananarivo et exerce comme généraliste à Majunga. Il termine ses études en 1978 à l'université de Strasbourg en France, pays dans lequel il devient externe. Deux ans plus tard, il s'installe en Suisse comme radiologue aux hôpitaux universitaires de Genève. Après cela, il devient chef de clinique à l'hôpital de Fribourg avant d'ouvrir des cliniques privées à Delémont et Genève et acquiert la nationalité suisse. Il a trois enfants, deux garçons et une fille. Un de ses fils est également médecin et reprend les activités de son père après sa nomination comme Premier ministre, à noter que sa fille est également médecin ,.

### Vie politique
Roger Kolo se porte candidat à l'élection présidentielle malgache de 2013, mais sa candidature est rejetée car il n'a pas résidé à Madagascar suffisamment longtemps avant le début des élections.
Le 11 avril 2014, il est nommé Premier ministre de Madagascar par le président Hery Rajaonarimampianina, et prend ses fonctions le 16 avril.
Son gouvernement démissionne en bloc le lundi 12 janvier 2015, et son remplaçant au poste de Premier ministre est nommé en la personne du général Jean Ravelonarivo,.